# Lancia Flavia
La Lancia Flavia è un'automobile di fascia alta, prodotta in varie versioni dalla casa automobilistica torinese Lancia dal 1960 al 1971, che divenne l’ammiraglia della Casa dopo la cessazione della produzione della più grande Lancia Flaminia.

## Il contesto

Evoluzione (1958-59) della linea della carrozzeria dei "prototipi" di pre-serie della Lancia Flavia berlina.

La Flavia rappresenta, per il marchio fondato da Vincenzo Lancia, l'inizio di un secondo periodo di grande innovazione e creatività produttiva, dopo la stasi progettuale conseguente all'uscita dall'azienda degli eredi del fondatore: Gianni, Anna Maria ed Eleonora Lancia (1955).
Il progetto è dell'ing. Antonio Fessia, uno dei maggiori progettisti italiani che si era dimesso dalla direzione dell'ufficio progetti della Fiat, a causa delle sue divergenti idee rispetto alla dirigenza aziendale. Non appena la Lancia venne acquistata dal finanziere Carlo Pesenti, questi offrì a Fessia la direzione tecnica del marchio affidandogli il gravoso compito di progettare un modello che potesse ampliare la gamma, colmando il vuoto esistente tra la piccola Appia (1100 cm³) e l'imponente Flaminia (2500 cm³). Fessia ebbe così l'opportunità di mettere in pratica le sue convinzioni circa la costruzione di automobili a trazione anteriore, convinzioni che risalivano a un precedente progetto di auto con motore a quattro cilindri contrapposti di 1100 cm³, montato anteriormente a sbalzo in posizione longitudinale, con trazione sulle ruote anteriori: la CEMSA Caproni F.11 che, presentata al XXXIV Salone dell'automobile di Parigi (23 ottobre-5 novembre 1947), può essere considerata dal punto di vista delle soluzioni tecniche adottate, progenitrice della Flavia (pur se la produzione in serie non ebbe mai luogo, a causa del fallimento della Caproni). Fessia si mise dunque al lavoro con l'obiettivo di costruire un'auto totalmente nuova ed all'altezza delle tradizioni della casa.

## La scelta del nome
Nel 1960, quando esce la vettura intermedia destinata ad inserirsi tra l'Appia e la Flaminia, la direzione Lancia sceglie un nome che non abbandona la serie di quelli delle strade consolari (Aurelia, Appia e Flaminia) e battezza il nuovo modello con il nome Flavia, antica strada romana della provincia Venetia et Histria, che fu costruita dall'imperatore Vespasiano tra il 78 e il 79 d.C. Originariamente era stato scelto il nome "Esperia", mutato poco prima del lancio sul mercato in "Flavia".

## Lancia Flavia berlina
L'anno 1960 è agli sgoccioli quando, al XLII salone dell'automobile di Torino, che si tiene da 3 al 13 novembre, viene presentata la "Flavia", un'auto innovativa nella produzione italiana che dividerà gli esperti del settore e li farà discutere per mesi.

Il capiente bagagliaio della Lancia Flavia berlina I serie

Lunedì 19 dicembre 1960 la nuova Lancia viene mostrata al Presidente del Consiglio On. Amintore Fanfani ed alla stampa specializzata, all'autodromo di Vallelunga, per brevi test su pista.
La carrozzeria, opera di Piero Castagnero, ha una linea poco convenzionale che destò anche non poche perplessità sulle riviste: muso importante con fari sdoppiati, grandi superfici vetrate ed un abitacolo con soluzioni raffinate. I sedili, rivestiti del classico "panno-Lancia" ed imbottiti di moderna gommapiuma, ospitano sei persone e l'unico schienale anteriore può essere ribaltato sino a formare un piano unico con i due sedili. Lo specchietto con portabollo, il portacenere con accendino incorporato, le plafoniere automatiche, le luci di sicurezza alle portiere, la predisposizione per il montaggio delle cinture di sicurezza e la plancia fitta di strumenti e comandi, le conferiscono un'immagine di solida ricchezza.
Ciononostante, la parte più pregiata della vettura si rivelerà sotto il cofano. La Flavia è infatti una delle auto italiane più innovative e tecnologicamente coraggiose di sempre, innanzitutto la trazione anteriore che, attraverso innovativi doppi giunti omocinetici, riceve il moto da un quadricilindrico contrapposto, il primo motore boxer Lancia, per il quale non si è fatta economia di costose leghe metalliche. Il propulsore, poi, è fissato per la prima volta ad un telaio ausiliario ribassato rispetto a quello dell'auto, limitando quindi ulteriormente l'altezza del baricentro del sistema e ciò consentendo notevoli benefici nel comportamento su strada, fissato con Silentbloc per ridurne le vibrazioni già di per sé basse per la naturale equilibratura di questo tipo di propulsore. L'impianto frenante, a doppio circuito idraulico con servofreno e dispositivo di stazionamento con comando meccanico e pastiglie separate, è dotato di 4 freni a disco di serie, anche questa una peculiarità che mai si era vista su nessun'auto italiana (nemmeno nelle supercar) e fra le prime al mondo.
Il successo commerciale arrise subito alla neonata Flavia e neppure i tempi di consegna che nel 1961 raggiungevano i quattro mesi scoraggiarono i potenziali acquirenti, dato che alla Lancia avevano assicurato che con l'entrata in funzione del nuovo stabilimento di Chivasso i ritmi produttivi sarebbero notevolmente cresciuti, rispetto alla capacità della produzione iniziale concentrata nella fabbrica di Borgo san Paolo a Torino, che per tutto il 1961 non superò le quaranta unità al giorno. La nuova fabbrica cominciò infatti a produrre alcune componenti della Flavia solo nel luglio del 1962, per diventare completamente operativa nel giugno 1963.
La prima motorizzazione di soli 1500 cm³ da 78 CV, sottodimensionata rispetto alla mole e alle notevoli doti stradali della Flavia, fu affiancata nell'autunno 1963 da un propulsore di 1800 cm³ da 92 CV, poi arricchito nel 1965 dall'impianto di iniezione meccanica Kugelfischer, adottato per la prima volta su un'auto di serie italiana dopo sperimentazioni di gruppi Lucas per l'Appia e Bosch per la Flaminia non sfociate nell'arrivo alla produzione, il quale innalzò la potenza a 102 CV. Da ricordare la berlina "1750 Nardi", con cilindrata 1727 e 92 CV, presente nel listino ufficiale Lancia a cavallo tra 1962 e 1963, quando la 1800 non era ancora pronta.
Infine, il motore venne portato a 1991 cm³, ottenendo 115 CV nella versione a carburatori e 124 CV DIN (140 CV SAE) con l'iniezione meccanica Kugelfischer nel 1969. A partire dall'inizio del 1964, per motivi di unificazione produttiva col neonato 1800, il motore 1500 divenne 1488, con aumento di potenza di 2 CV, i quali si avvertivano piacevolmente nella guida.

Lancia Flavia II serie allestimento LX del 1968

Da un punto di vista del design la versione berlina fu completamente ridisegnata nel 1967 con una nuova linea, questa volta più tradizionale e classica, in linea con il cliente Lancia, con differente eleganza, anche per ovviare ad alcune critiche rivolte alla prima serie sotto questo aspetto. Ora la Flavia ha nuovi gruppi ottici anteriori e calandra ed è più vicina nelle forme alla sorella più piccola della casa, la Fulvia. Al Salone di Torino 1968 venne aggiunta, per le berline 2000, la versione LX, così chiamata per il recente 60º compleanno della Lancia stessa, ancora migliorata nelle finiture e nella dotazione di accessori e distinta dall'allestimento normale anche da un anello nelle borchie copriruota verniciato nel colore dell'auto.
L'ultimo forte ritocco estetico, sia interno che esterno, la Flavia lo ricevette nel 1971, quando l'ammiraglia Flaminia era ormai uscita di listino, e la Lancia, divenuta proprietà di Fiat, intese riposizionare la Flavia come ammiraglia del marchio; per questo, oltre al design si decise di cambiarne il nome in "2000" (tant'è vero che molti l'hanno considerata una sorta di modello a sé stante), associandolo al propulsore della cilindrata più elevata con la quale rimase in vendita fino al 1975 (in attesa dell'arrivo della Gamma, che ne erediterà il ruolo nel segmento di classe superiore dal 1976). La nuova "2000" riceverà anche importanti modifiche meccaniche, il motore avrà una nuova fasatura della distribuzione che le consentirà di avere più coppia a regime inferiore ma anche più potenza nella nuova e tecnologicamente avanzatissima versione ad iniezione elettronica Bosch, che arrivò a erogare 126 CV DIN a 5.800 giri/min da fine 1971, con una potenza specifica tra le più elevate per l'epoca, che vedeva i propulsori della concorrenza esprimere mediamente potenze di 50 CV/Litro.
La versione 2000 i.e. (iniezione elettronica) è stata la variante più veloce delle berline derivate Flavia: nella prova di Autocar Inglese del maggio 1972 la vettura toccò i 187 km/h effettivi entro il regime di giri massimo consentito, con una accelerazione da 0 a 100 km/h in 10,4 secondi.
Se le prime Flavia berlina ebbero qualche critica dal punto vista estetico e prestazionale, va detto che al contrario erano assolutamente apprezzate per la qualità costruttiva, i materiali, le doti stradali in ogni condizione, l'affidabilità e soprattutto il grande comfort di marcia che ne fecero una delle più rimarcate stradiste della sua epoca, senza mai essere tuttavia un best seller a causa di un prezzo di listino sempre elevato: anche quando uscì di produzione, infatti l'ultima evoluzione della Flavia, cioè la 2000, era la più costosa berlina della sua categoria, più delle apprezzate Mercedes-Benz e Citroën DS di pari cilindrata.
Esemplari prodotti:
- Flavia 1s 1500 1960/67 - 31.600 esemplari + 72 assemblati in Sudafrica
- Flavia 1s 1800 1963/66 - 9.557 esemplari + 240 assemblati in Sudafrica
- Flavia 1s 1800 iniezione 1965/66 - 964 esemplari
- Flavia 2s 1500 1967/70 - 2350 esemplari
- Flavia 2s 1800 1967/70 - 10.130 (4334 esemplari cambio al volante, 5796 esemplari cambio a cloche)
- Flavia 2s 1800 iniezione 1967/70 - 2.985 (1611 esemplari cambio al volante, 1374 esemplari cambio a cloche)
- Flavia 2s 2000 1969/70 - 4.457 esemplari + 639 con allestimento "LX"
- Flavia 2s 2000 iniezione 1969/70 - 483 esemplari + 67 con allestimento "LX"

## Lancia Flavia coupé e l'attività sportiva
| Versione                          | Anni di produzione | Quantità. |
| --------------------------------- | ------------------ | --------- |
| Flavia 1.5                        | 1960 - 1966        | 31.672    |
| Flavia 1.8                        | 1963 - 1966        | 9.797     |
| Flavia 1.8 Iniezione              | 1965 - 1967        | 964       |
| Flavia 2ª serie 1.5               | 1967 - 1970        | 2.350     |
| Flavia 2ª serie 1.8               | 1967 - 1970        | 10.130    |
| Flavia 2ª serie 1.8 Iniezione     | 1967 - 1970        | 2.985     |
| Flavia 2000                       | 1969 - 1971        | 1.351     |
| Flavia 2000 iniezione             | 1969 - 1971        | 129       |
| Flavia 2000 LX                    | 1969 - 1971        | 4.289     |
| Flavia 2000 LX iniezione          | 1969 - 1974        | 5.886     |
| Flavia Coupé Pininfarina 1.5      | 1962 - 1964        | 3.725     |
| Flavia Coupé Pininfarina 1.8      | 1963 - 1968        | 13.418    |
| Flavia Coupé Pininfarina 1.8 i.e  | 1965 - 1968        | 2.150     |
| Flavia Sport Zagato 1.5           | 1962 - 1964        | 98        |
| Flavia Sport Zagato 1.8 & 1.8 i.e | 1963 - 1967        | 629       |
| Flavia Convertibile Vignale 1.5   | 1962 - 1964        | 724       |
| Flavia Convert. Vignale 1.8       | 1963 - 1967        | 834       |
| Flavia Convert. Vignale 1.8 i.e   | 1965 - 1967        | 43        |
| Flavia Coupé 2000                 | 1969 - 1971        | 3.458     |
| Flavia Coupé 2000 i.e             | 1970 - 1971        | 705       |
| 2000 Coupé                        | 1971 - 1973        | 1.399     |
| 2000 Coupé HF                     | 1971 - 1973        | 1.299     |

Se la berlina poteva essere criticata per il design, la versione coupé, opera, come molti coupé Lancia, di Pininfarina (che si occupò anche dell'assemblaggio del modello), ricevette sin dal suo esordio molti apprezzamenti. Presentata al salone dell'automobile di Torino del 1961 è da considerarsi un perfetto esempio di creatività industriale nella sua categoria ed epoca.

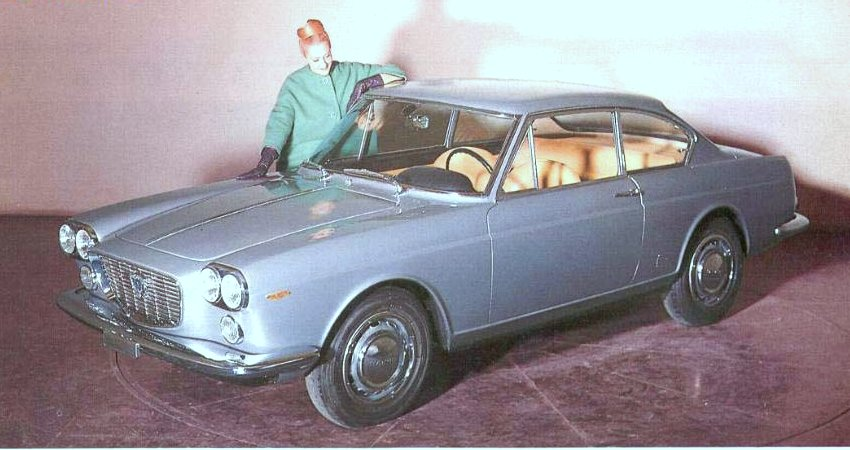
La Flavia Coupé di Pininfarina del 1964

Dallo stile tipicamente italiano a 3 volumi, con padiglione spiovente associato a una linea bassa e filante, il coupé Flavia pur dovendo prendere il posto lasciato in gamma dalla Aurelia B20, aveva forti similitudini con la più grossa Ferrari 250 GT 2+2 di Pininfarina. Ovverosia, un perfetto esempio di fusione dei concetti di eleganza e sportività senza eccedere. 
Il prezzo di listino (Quattroruote, dicembre 1961) era di 2.145.000 lire, più 76.000 lire per la messa in strada ed una tassa di circolazione annua che ammontava a circa 38.000 lire. 
La radio era un optional a pagamento (da 65.000 lire a 122.000 lire), mentre il volante a tre razze era di serie, così come i quattro freni a disco. 
I tempi di consegna, secondo la rivista Quattroruote, ammontavano addirittura ad un anno e mezzo, poiché il grande e moderno impianto Lancia di Chivasso (dove poi fu costruita la sorella minore Fulvia) non era ancora operativo.
La meccanica era strettamente derivata da quella della berlina, dunque assolutamente all'avanguardia per il periodo con alcune differenziazioni di potenza: ad esempio, la prima versione 1500 cm³ montava 2 doppi carburatori verticali Solex in luogo del singolo carburatore doppio corpo Solex o Weber in uso sulla berlina, il che le permetteva di erogare i 90 CV CUNA anziché i 78, con una coppia motrice più elevata a regime superiore ed una velocità massima di 166 km/h (secondo Quattroruote). Anche il pianale derivava da quello della berlina, rispetto al quale era più corto di 17 cm. La lunghezza totale della vettura era di 4.485 mm ed il peso 1.160 kg.
La commercializzazione iniziò nel luglio 1962, per cessare nel 1964 dopo soli 3.725 esemplari prodotti. Di questa versione erano criticate la carburazione "difficile da mettere a punto" e la coppia "espressa solo ad alti regimi", che le garantiva però di assumere un'impronta molto amata dagli automobilisti sportivi: a tal fine la casa torinese introdusse poi la cosiddetta "variante 1005", con motore portato a 1727 cm³ e potenza di 92 CV CUNA con maggiori coppia, elasticità e regolarità di funzionamento, realizzato con la fattiva collaborazione dell'impresa Nardi e montato anche su alcune berline. In ogni caso, data la difficoltà di messa a punto causata dai 2 carburatori, su molti degli ultimi esemplari della Coupé 1500 fu installato un solo carburatore doppio corpo.
Al Salone di Francoforte 1963 fu presentata la Flavia coupé 1800: con prezzo di listino di 2.360.000 lire, aveva un motore a carburatore singolo da 1,8 litri, raggiungeva una potenza sempre di 92 CV CUNA e spingeva la vettura, secondo il test dell’epoca di Quattroruote, fino a 173 km/h, poco più della stessa velocità di punta delle precedenti versioni, ma raggiunta con una più omogenea curva di coppia e quindi di elasticità. 
Due anni dopo debuttò la versione ad iniezione tedesca Kugelfisher del "1800", che era un optional a pagamento al prezzo di 250.000 lire e che portava la potenza a ben 102 CV DIN e 180 km/h di punta massima, mentre in contemporanea avvenne pure un leggero aggiornamento degli interni. La "1800" a carburatore singolo fu prodotta in 13.418 esemplari, mentre la sorella ad iniezione (prezzo con messa in strada circa 2.700.000 lire) in 2.150 esemplari.
Al Salone dell'automobile di Ginevra del 1969 la coupé Lancia fu presentata in una nuova veste parzialmente ridisegnata, dalle linee più tese e moderne e con un abitacolo nuovo. Nuovo anche il motore, maggiorato a 2 litri (115 CV DIN, 185 km/h). A sei mesi di distanza seguì la "2000i", con iniezione meccanica Kugelfischer (124 CV DIN, 190 km/h), prodotta in soli 705 esemplari, contro i 3.458 della "2000" a carburatori. Infine, dal 1971, grazie ad una revisione delle cammes di distribuzione e dell'alimentazione elevando la coppia massima ottenuta anche a minor regime e grazie anche all'adozione del cambio a 5 marce, le prestazioni migliorarono ancora con l'ultima versione della Flavia, ora denominata semplicemente Lancia 2000 coupé e che va in effetti considerata come un diverso modello erede, sia in versione a carburatore che poi con l'adozione dell'allora avanzatissima iniezione elettronica Bosch D-jetronic per la 2000 HF (sfiorava i 200 km/h), versioni che subirono anche un profondo restyling degli interni con l'ampio utilizzo di legno in luogo alla plastica nera della Flavia oltre ad importanti accessori di serie (idroguida ad azione variabile ZF, poggiatesta, cerchi in lega) e come optional il condizionatore e vetri atermici. 
Diversamente da molte altre vetture Lancia, la Flavia coupé Pininfarina non fu mai considerata una sportiva purosangue ma piuttosto una veloce granturismo da lunghe trasferte, apprezzata per il suo particolare piacere di guida, frutto di un mix tra motore boxer e baricentro ribassato. Fu la prima Lancia ad essere utilizzata nella neonata Squadra Corse HF di Cesare Fiorio nell'abito delle competizioni ufficiali della casa fino all'arrivo delle più leggere Fulvia HF. Questa piccola parentesi diede alla Flavia (che in versione HF da gara raggiungeva i 160 CV) non poche soddisfazioni sportive, tra le quali la vittoria al Rally dei Fiori di Sanremo nel 1962, battendo le allora fortissime Alfa Romeo Giulietta TI e il 2º e 3º posto assoluto al Rally di Montecarlo del 1966 ma anche ottimi risultati in pista.
Una Lancia Flavia coupé del '64 è riuscita a portare a termine tre durissime gare di lunga durata: la Pechino-Parigi nel 1997, il Giro del mondo in 80 giorni nel 2000 e l'Inca trail (25 000 km, Rio-Lima-Ushuaya-Rio) nel 2001. Preparata da Ezio Feliciani e pilotata da Roberto Chiodi, la Flavia è stata donata al museo Bonfanti.
Esemplari prodotti:
- Flavia Coupé 1500 1s 1962/64 - 3.725
- Flavia Coupé 1800 1s 1963/68 - 13.418
- Flavia Coupé 1800 iniezione 1s 1965/69 - 2.150 esemplari
- Flavia Coupé 2000 2s 1969/70 - 3.458
- Flavia Coupé 2000 iniezione 2s 1969/70 - 705 esemplari
- 2000 Coupé 3s 1971/74 - 1.399 esemplari
- 2000 Coupé HF 3s 1971/74 - 1.229 esemplari

## Lancia Flavia Sport e Supersport

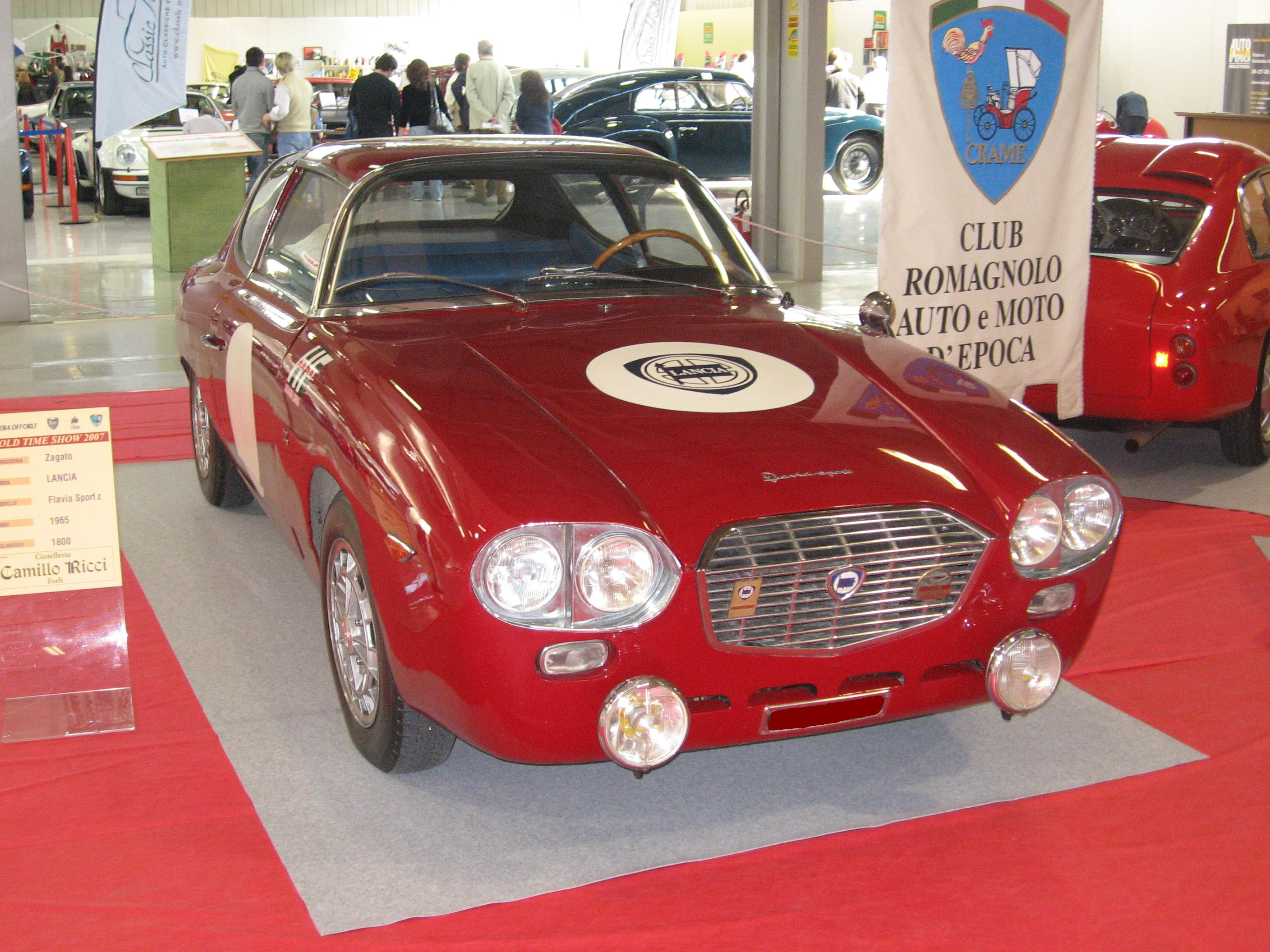
La Lancia Flavia Sport Zagato

La coupé Pininfarina non fu comunque l'unica derivata di nicchia della famiglia Flavia: del resto, come da tradizione, i vertici della casa torinese diedero ad altri carrozzieri la possibilità di realizzare delle loro varianti; fu così che Zagato realizzò per la Lancia la versione Sport, presentata come prototipo al Salone di Ginevra del 1962 e in versione definitiva al Salone di Torino dello stesso anno. Caratterizzata dall'avere Sandra Milo come testimonial, assolutamente anticonvenzionale, aerodinamica, completamente in alluminio, questa risultò essere al momento del lancio la Flavia più veloce, tanto che la versione "1800" iniezione toccava i 188 km/h.
Rispetto alla berlina e alla coupé di Pininfarina sfoggiava una linea decisamente meno elegante ma allo stesso tempo più votata ai canoni della sportività, con un frontale contraddistinto da una mascherina cromata priva di eccessivi ornamenti, accompagnata da grossi fari circolari incassati a padiglione nelle lamiere. Le fiancate, dominate da ampie superfici vetrate, terminavano con dei finestrini a sbalzo nella parte posteriore del tetto, mentre i gruppi ottici anteriori erano di dimensioni modeste allineati alla carrozzeria. 
Complessivamente la Flavia Sport Zagato fu costruita dalla carrozzeria milanese in 727 esemplari (98 "1500", 626 "1800" (di cui 32 iniezione) e 3 prototipi), cui vanno aggiunti 4 esemplari da competizione alleggeriti e potenziati sino a 130 CV (provvisti di roll-bar e pneumatici specifici da gara) per la Squadra Corse HF Lancia, che li utilizzò nelle corse su pista e nei rally. All'inizio della loro carriera agonistica alcune Flavia Sport Zagato presero parte attiva in alcune edizioni della Targa Florio, mentre nel 1965 un esemplare con l'equipaggio composto da René Trautmann e Claudine Buchet vinse la Coupe des Alpes, storica competizione rallistica delle Alpi.

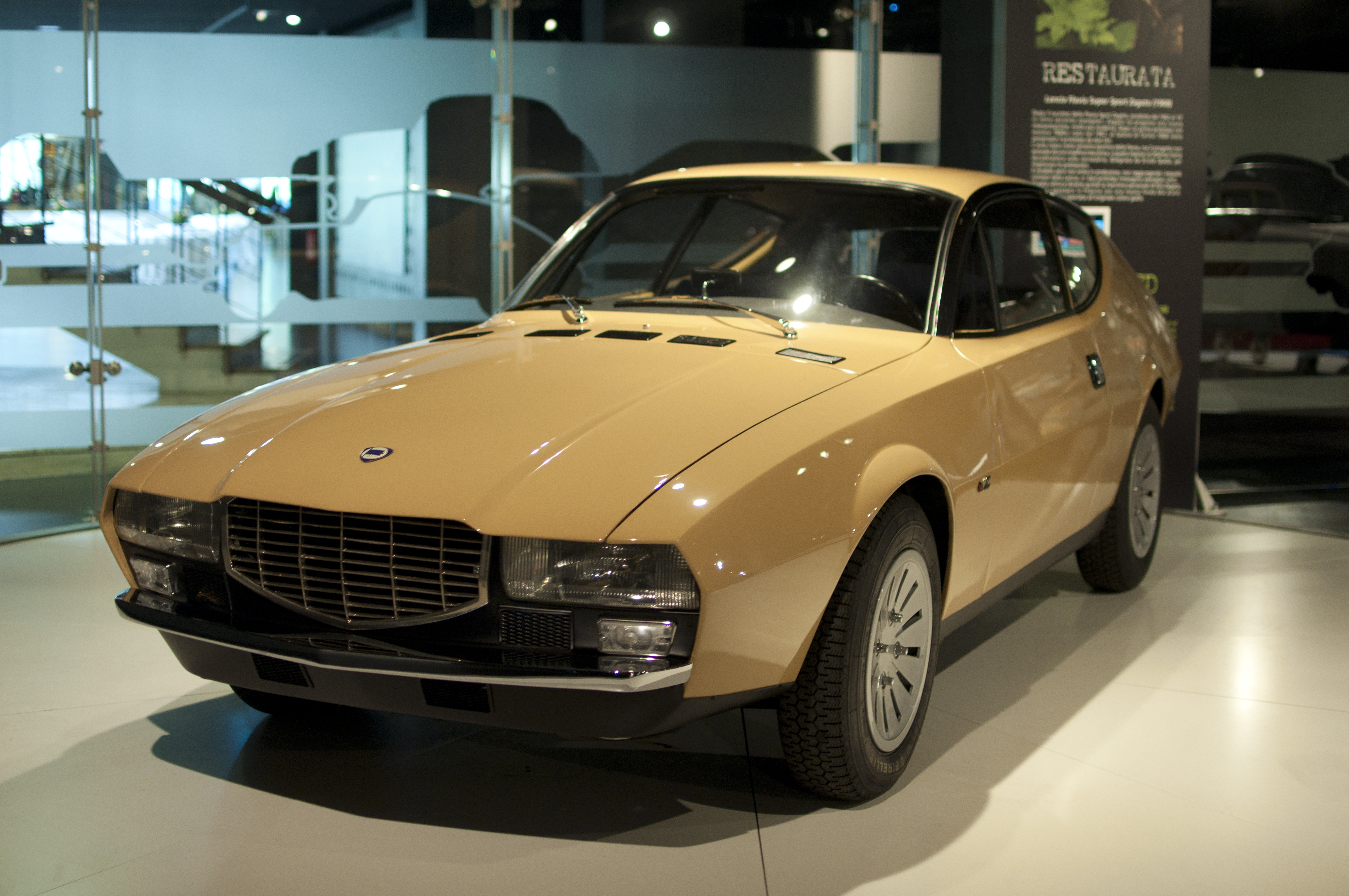
La Lancia Flavia Supersport Zagato

Nella seconda metà degli anni sessanta, al fine garantire una più ampia selezione di varianti, la carrozzeria Zagato realizzò a partire dalla Sport la Flavia Supersport, con un diverso disegno della carrozzeria (opera, come la Fulvia Sport, del designer Ercole Spada), della quale però furono realizzati in definitiva soltanto 3 esemplari, a causa dei mutati piani industriali Lancia in concomitanza con il passaggio di proprietà del marchio alla Fiat, che di certo mal sopportava queste costose collaborazioni artigianali a fronte dei limitati introiti derivati dalle vendite. 
Le inedite Flavia Supersport avevano un design accattivante e per certi versi avveniristico, adottando nel frontale un'inedita mascherina con gruppi ottici rettangolari, oltre a una coda filante del tipo fastback. Nuovi i cerchi ruota, così come i parafanghi e le maniglie delle portiere. Di aspetto più elegante gli interni, grazie all'uso di materiali più raffinati e all'adozione di una nuova plancia comandi con differente disegno della strumentazione.

## Lancia Flavia Convertibile
Al salone dell'automobile di Torino del 1962, in contemporanea alla presentazione della Sport Zagato, venne presentata la variante convertibile della Flavia, disegnata da Giovanni Michelotti sulla base del medesimo pianale accorciato della coupé di Pininfarina. Prodotta dalla carrozzeria Vignale, misurava 434 cm in lunghezza, 161 cm in larghezza, 137 cm in altezza, con passo di 248 cm, riprendendo nel frontale lo stesso stile di calandra e gli stessi fari già in uso sulla berlina ma rendendone i tratti più filanti e, per certi aspetti, aggressivi, risultando quindi di notevole impatto estetico. 

La Flavia Convertibile Vignale

La configurazione interna dei sedili era a quattro posti 2+2, prevedendo all'anteriore comode poltrone reclinabili in pelle o similpelle, non comprendendo quindi l'opzione nel classico panno lancia presumibilmente per una maggiore facilità di manutenzione e pulizia date le caratteristiche aperte dell'abitacolo,. La plancia comandi, dotata di una strumentazione semplice ma completa e derivata dalla berlina (con il solo innalzamento a 200 km/h del fondo scala del tachimentro), risultava particolarmente in sintonia con il cruscotto, dominato da un inserto in mogano, così come il volante in legno a tre razze, con il cambio posto a pavimento tramite sistema di leva a cloche. 
La capote in tela, oltre che nera, era ordinabile in altre tonalità di colore e, come optional, era possibile sostituirla mediante un hardtop, molto utile nella stagione invernale. Nonostante l'ingombro del riavvolgitore della capottina, il bagagliaio della cabriolet Lancia era molto capiente e la coda vantava un design derivato dalla berlina, armonizzato nelle forme anche col riutilizzo degli stessi gruppi ottici posteriori.
A livello di meccanica il modello riprendeva lo schema tradizionale della coupé Pininfarina nelle sue varie evoluzioni, quindi già inizialmente con la versione "sportiva" del motore boxer 1500 cc a quattro cilindri posto a sbalzo sull'avantreno in senso longitudinale ed alimentato da una coppia di carburatori Solex C35PII che consentirono di raggiungere 90 CV a 5800 giri/minuto ovvero 60 CV/litro, potenza specifica considerevole per l'epoca; il tutto fu abbinato ad il potente impianto frenante (lo stesso della berlina) con quattro freni a disco dotato di impianto idraulico "superduplex" con servofreno a depressione. 
Al momento del debutto la Flavia Convertibile fu proposta al prezzo base di circa 2,3 milioni di Lire ed uscì di produzione nel 1967 dopo 1601 esemplari prodotti (724 "1500", 834 "1800" e 43 "1800 iniezione").